# 我是最受歡迎的
《我是最受歡迎的》（日语：オラはにんきもの）是日本漫畫與改編同名動畫系列《蠟筆小新》的作品主角野原新之助（聲優：矢島晶子）的首張單曲。1993年7月15日由WARNER MUSIC JAPAN（日本華納音樂）發行。

## 解說
《我是最受歡迎的》是朝日電視台電視動畫《蠟筆小新》的第3代片頭主題曲，使用時間從1993年7月12日（SPECIAL 3）至1995年10月9日（第161話）為止。
1993年9月根據發行唱片公司日本華納音樂的統計，《我是最受歡迎的》曾經創下初次亮相時售出50萬張的最高紀錄，該歌曲也是首張以動畫角色名義發行、並於Oricon進入前10名最高排名的第一首動畫歌曲單曲，從此之後成為《蠟筆小新》系列的知名代表歌曲。因此，該歌曲後來多次在同名動畫系列其它CD專輯收錄。
《我是最受歡迎的》同樣也在劇場版蠟筆小新系列《第1部：動感超人大戰泳裝魔王》、《第2部：不理不理王國的秘寶》、《第3部：雲黑齋的野心》、《第12部：風起雲湧！夕陽下的春日部男孩》當作片頭主題曲使用。另一方面，該歌曲在《第9部：風起雲湧 猛烈！大人帝國的反擊》原本預定使用演歌歌手小林幸子的翻唱版本雖然中止。不過後來有在她的個人單曲《要保重喔》當B面歌曲收錄。
《我是最受歡迎的》曾被音樂遊戲（科樂美製作）收錄。
1993年年底舉辦的第44回NHK紅白歌合戰中，該作品主角新之助曾以特別嘉賓身份在現場獻唱該歌曲。
《我是最受歡迎的》同樣也被《蠟筆小新》電視動畫系列當劇中插入歌曲使用。
2016年8月至10月網路播出的動畫《蠟筆小新外傳 外星人vs.新之助》採用了由音樂製作人前山田健一重新編曲的版本在片尾主題曲中復活
。至於主唱和對白的音源則保留1993年錄製的音源。
2018年10月1日起，作为春日部站的发车音乐。
至於B面歌曲「與媽媽的約定事項」後來也在《蠟筆小新》的電視動畫系列被當作第13代片尾主題曲使用，使用時間從2002年11月2日（第452話）至2003年9月27日（SPECIAL 38）為止（包含2004年10月16日播出SPECIAL 43曾經使用）。

## 收錄歌曲
1. 我是最受歡迎的（オラはにんきもの）
  - 作詞：里乃塚玲央（日语：里乃塚玲央），作曲：小杉保夫（日语：小杉保夫），編曲：加藤道明（日语：加藤みちあき），主唱：野原新之助[注 1]（聲：矢島晶子）
  - 朝日電視台電視動畫《蠟筆小新》第3代片頭主題曲
  - 東寶配給、劇場版蠟筆小新系列《動感超人大戰泳裝魔王》、《不理不理王國的秘寶》、《雲黑齋的野心》及《風起雲湧！夕陽下的春日部男孩》片頭主題曲
2. 與媽媽的約定事項（かーちゃんのまじめな子守唄）
  - 作詞：加藤茂一，作曲：河井英里，編曲：林有三，主唱：野原美冴[注 5]（聲：楢橋美紀）
  - 朝日電視台電視動畫《蠟筆小新》第13代片尾主題曲
3. 我是最受歡迎的（卡拉OK）
4. 與媽媽的約定事項（卡拉OK）

## 影響
曾經在全球各地（除少數國家之外）翻唱成不同語言（只有美國僅用歌曲的開頭部分）。並被國外的搖滾樂樂團翻唱成搖滾歌曲。

## 翻唱
- 日本唱片公司日本古倫美亞旗下管弦樂團古倫美亞管弦樂隊（日语：コロムビア・オーケストラ）的翻唱版，收錄在1994年4月1日發行的《'94 Anime Hit March》裡。
- 日本重金屬音樂樂團Animetal（日语：アニメタル）的翻唱版，收錄在「For The Bravehearts Only！」的其中一節。
- 日本早安家族旗下女子偶像團體組合Kobushi Factory的翻唱版，收錄在2016年7月27日發行的單曲《森巴！Kobushi熱內盧/來吧青春！/我是最受歡迎的》裡[4]。
- 台灣歌手何妤玟改編成中文版「打屁股」，收錄在1996年發行的《小顏妹+六休和尚》。

## 腳註

## 外部連結
- 萬代影視★蠟筆小新★ （页面存档备份，存于）官方網站 （日語）
- （日語）